# Prunet-et-Belpuig
Prunet-et-Belpuig (katalanisch Prunet i Bellpuig) ist eine französische Gemeinde mit 45 Einwohnern (Stand 1. Januar 2022) im Département Pyrénées-Orientales in der Region Okzitanien. Sie gehört zum Arrondissement Prades und zum Kanton Le Canigou.

## Nachbargemeinden
Nachbargemeinden von Prunet-et-Belpuig sind Caixas im Norden, Calmeilles im Osten, Saint-Marsal im Süden, La Bastide im Südwesten und Boule-d’Amont im Westen. Im Gemeindegebiet entspringt das Flüsschen Ample.

## Bevölkerungsentwicklung
| Jahr      | 1962 | 1968 | 1975 | 1982 | 1990 | 1999 | 2013 |
| Einwohner | 63   | 55   | 36   | 37   | 52   | 68   | 53   |

## Sehenswürdigkeiten
- Chapelle de la Trinité, romanisch
- Burg Belpuig (14. Jahrhundert)
- Kirche Saint-Étienne in Prunet